# Eulinognathus denticulatus
Eulinognathus denticulatus är en insektsart som beskrevs av Carlos Emmons Cummings 1916. Eulinognathus denticulatus ingår i släktet Eulinognathus och familjen ledlöss. Inga underarter finns listade i Catalogue of Life.